# 클라이브 벨

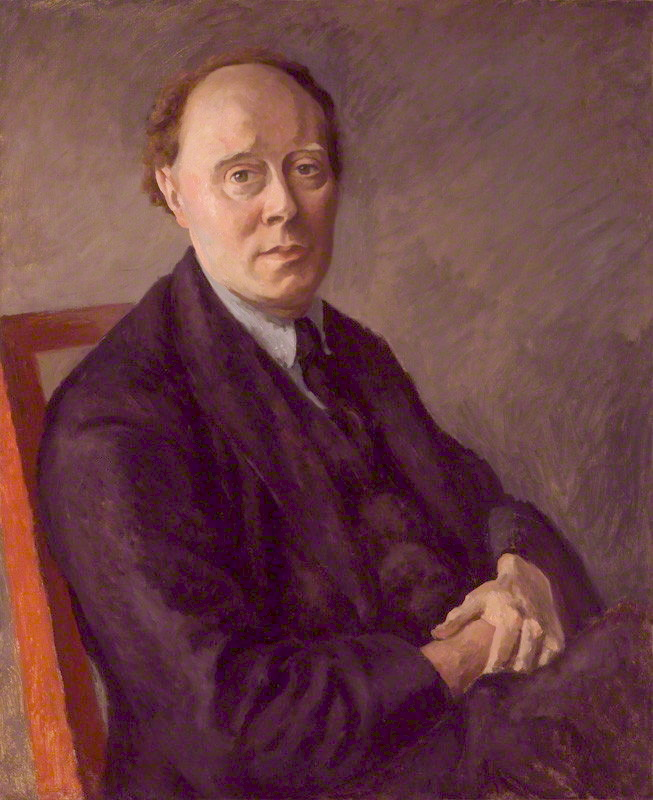
로저 프라이의 클라이브 벨 초상화

클라이브 벨(1881년 9월 16일 – 1964년 9월 17일) 은 형식주의 및 블룸즈버리 그룹과 관련된 영국 예술 평론가이다. 그는 의미있는 형식(Significant form)으로 알려진 예술 이론을 발전시켰다.

## 생애

### 태생
벨은 1881년 네 자녀 중 세 번째로 태어났다.

### 결혼
벨은 트리니티 칼리지에서 교육을 받았으며 역사를 공부했다. 1902년 그는 파리에서 공부하기 위해 더비 백작 장학금을 받았다. 1907년 초 런던으로 돌아온 그는 버네사 스티븐을 만나 결혼했다.
제1 차 세계 대전 이후 버네사는 덩컨 그랜트(Duncan Grant)와 평생 관계를 시작했으며 클라이브는 다른 여성과 많은 연락을 했다. 그러나 공식적으로 별거하거나 이혼하지 않았다.

### 의미 있는 형식
로저 프라이를 만난 직후, 그는 '의미 있는 형식' 예술 이론을 발전시켰다. 두 사람은 현대 프랑스 미술에 대한 열정을 공유했다.